# Qatar Total Open 2016
Qatar Ladies Open 2016 - жіночий професійний тенісний турнір, що проходив на кортах з твердим покриттям. Це був 14-й за ліком турнір. Належав до категорії Premier 5 у рамках Туру WTA 2016. Відбувся в International Tennis and Squash complex у Досі (Катар). Тривав з 21 до 27 лютого 2016 року.

## Очки і призові

### Нарахування очок
| Дисципліна       | П   | Ф   | ПФ  | ЧФ  | 1/8 | 1/16 | 1/32 | Q   | Q2  | Q1  |
| Одиночний розряд | 900 | 585 | 350 | 190 | 105 | 60   | 1    | 30  | 20  | 1   |
| Парний розряд    | 900 | 585 | 350 | 190 | 105 | 1    | Н/Д  | Н/Д | Н/Д | Н/Д |

### Призові гроші
| Дисципліна       | П        | Ф        | ПФ       | ЧФ      | 1/8     | 1/16    | 1/32   | Q2     | Q1     |
| Одиночний розряд | $518,500 | $259,300 | $129,520 | $59,730 | $29,580 | $15,185 | $7,800 | $4,340 | $2,230 |
| Парний розряд *  | $148,300 | $75,010  | $37,130  | $18,700 | $9,470  | $4,680  | Н/Д    | Н/Д    | Н/Д    |

* на пару

## Учасниці основної сітки в одиночному розряді

### Сіяні пари
| Країна    | Гравчиня             | Рейтинг1 | Сіяна |
| --------- | -------------------- | -------- | ----- |
| Німеччина | Анджелік Кербер      | 2        | 1     |
| Румунія   | Сімона Халеп         | 3        | 2     |
| Польща    | Агнешка Радванська   | 4        | 3     |
| Іспанія   | Гарбінє Мугуруса     | 5        | 4     |
| Чехія     | Петра Квітова        | 8        | 5     |
| Швейцарія | Белінда Бенчич       | 9        | 6     |
| Чехія     | Луціє Шафарова       | 10       | 7     |
| Іспанія   | Карла Суарес Наварро | 11       | 8     |
| Італія    | Роберта Вінчі        | 13       | 9     |
| Чехія     | Кароліна Плішкова    | 14       | 10    |
| Швейцарія | Тімеа Бачинскі       | 16       | 11    |
| Росія     | Світлана Кузнецова   | 18       | 12    |
| Данія     | Каролін Возняцкі     | 19       | 13    |
| Сербія    | Єлена Янкович        | 20       | 14    |
| Україна   | Еліна Світоліна      | 21       | 15    |
| Італія    | Сара Еррані          | 22       | 16    |

- 1 Рейтинг подано станом на 15 лютого 2016.

### Інші учасниці
Нижче наведено учасниць, які отримали вайлдкард на участь в основній сітці:
- Фатіма Ан-Набхані
- Ежені Бушар
- Чагла Бююкакчай

Нижче наведено гравчинь, які пробились в основну сітку через стадію кваліфікації:
- Катерина Бондаренко
- Яна Чепелова
- Кірстен Фліпкенс
- Ана Конюх
- Анастасія Севастова
- Донна Векич
- Олена Весніна
- Ван Цян

### Відмовились від участі
До початку турніру
- Мона Бартель → її замінила  Дарія Касаткіна
- Ірина-Камелія Бегу → її замінила  Місакі Дой
- Алізе Корне → її замінила  Чжен Сайсай
- Каміла Джорджі → її замінила  Ярослава Шведова
- Пен Шуай (травма правої долоні) → її замінила  Цветана Піронкова
- Марія Шарапова (forearm injury) → її замінила  Бетані Маттек-Сендс
- Серена Вільямс (грип) → її замінила  Деніса Аллертова

### Знялись
- Андреа Петкович (травма лівого стегна)

## Учасниці основної сітки в парному розряді

### Сіяні пари
| Країна            | Гравчиня            | Країна            | Гравчиня            | Рейтинг1 | Сіяна |
| ----------------- | ------------------- | ----------------- | ------------------- | -------- | ----- |
| Швейцарія         | Мартіна Хінгіс      | Індія             | Саня Мірза          | 2        | 1     |
| США               | Бетані Маттек-Сендс | Казахстан         | Ярослава Шведова    | 10       | 2     |
| Франція           | Каролін Гарсія      | Франція           | Крістіна Младенович | 20       | 3     |
| Китайський Тайбей | Чжань Хаоцін        | Китайський Тайбей | Чжань Юнжань        | 21       | 4     |
| Чехія             | Андреа Главачкова   | Чехія             | Луціє Градецька     | 22       | 5     |
| Угорщина          | Тімеа Бабош         | Німеччина         | Юлія Гергес         | 36       | 6     |
| США               | Ракель Атаво        | США               | Абігейл Спірс       | 39       | 7     |
| Словенія          | Андрея Клепач       | Словенія          | Катарина Среботнік  | 49       | 8     |

- 1 Рейтинг подано станом на 15 лютого 2016.

### Інші учасниці
Нижче наведено пари, які отримали вайлдкард на участь в основній сітці:
- Фатіма Ан-Набхані /  Варвара Лепченко
- Сімона Халеп /  Ралука Олару
- Петра Квітова /  Барбора Стрицова
- Унс Джабір /  Олла Мурад

### Відмовились від участі
Під час турніру
- Петра Квітова (травма правої ноги)

## Переможниці та фіналістки

### Одиночний розряд
- Карла Суарес Наварро —  Олена Остапенко, 1–6, 6–4, 6–4

### Парний розряд
- Чжань Хаоцін /  Чжань Юнжань —  Сара Еррані /  Карла Суарес Наварро, 6–3, 6–3